# ワユディ・ワヒド
ワユディ・ビン・アブドゥル・ワヒド（Wahyudi bin Abdul Wahid、1989年10月29日 - ）は、シンガポールの元サッカー選手。現役時代のポジションはCB。

## クラブ歴

### ユース
9歳の時にサッカーを始めたが、当初はサッカーが一番好きと云う訳ではなく、学校で吹奏楽をしていた。サッカーを始めた当初はサッカー用のシューズではなく、学校で使う靴で行っていた。しかし、俊足とシュートの巧さから学校の監督に重用され、学校のサッカーチームに加入した。
15歳の時にタンジョン・パガー・ユナイテッドFCのトライアルを受けて彼のサッカー人生は始まった、トライアルでの活躍によって、クラブに加入する事となったが、学校での成績が芳しくなかったために父親によってサッカーから離れることとなった。
サッカーの道から一旦外れた彼は、学校とクラブの監督に助けを乞って、父親の説得に成功した。タンジョン・パガー・ユナイテッドFCのユースに復帰した彼は、シンガポール国立フットボールアカデミーのマイク・ウォンからスカウトされ、同アカデミーのトライアルを受けに行った。国立フットボールアカデミーに加入した彼であったが、フォワードの競争は激しく、競争が少ないセンターバックとして使われる事が多くなった。更にU-16、U-17、U-18代表でも代表から断続的に落ち続け、厳しい状況であった。

### ゲイラン・ユナイテッドFC
その後、ゲイラン・ユナイテッドFCにプライムリーグのメンバーとして兵役が始まるまで加入した。兵役が始まるとホーム・ユナイテッドのプライムリーグのメンバーになる他無く、その選択肢を取った。兵役終了後は再びゲイラン・ユナイテッドFCのプライムリーグに復帰。ここで1シーズン過ごし、同チームが優勝するとホーム・ユナイテッドが2連勝したプライムリーグを3連覇する事となった。2011年3月11日にはバレスティア・カルサFC戦で途中出場し、プロデビューを果たした。しかしこの試合は0-3となりチームは敗北を喫した。
しかし、2011シーズンが終わると放出され、彼にはサッカー選手を続ける見込みが無くなった。それでも彼は断続的にでもサッカー選手を続けたいという想いを抱いていた。その後10ヶ月に亘って仕立屋で働いたものの、興味は惹かれなかった。2013年になると、ゲイラン・インターナショナルFCの監督、カナン・ヴェダムスによって再び招集がかかり、サッカー選手に復帰する見込みが出来、彼は勿論それを承諾した。この年はSリーグで一年を過ごす事となった。

### ホウガン・ユナイテッドFC以降
ゲイラン・インターナショナルFCに復帰して一年を過ごした後、ホウガン・ユナイテッドFCに移籍。同クラブでの活躍がシンガポール・ライオンズXIIの目に留まり、翌年には同チームに移籍する事となった。アフィク・ユノスが怪我で欠場するとその代役としてマドゥ・モハナと連携を取り活躍、ディフェンダーとして重要視されるようになった。

## 代表歴
国立フットボールアカデミー所属時代にU-16、U-17、U-18の各代表として出場した経験を持つものの、A代表での出場経験は無い。